# Белиця (Осилниця)
Белиця (словен. Belica) — поселення в общині Осилниця, регіон Південно-Східна Словенія, Словенія.